# Blood (phim truyền hình)
Blood (tiếng Hàn: 블러드; Romaja: Beulleodeu) là phim truyền hình Hàn Quốc năm 2015 với diễn viên chính An Jae-hyeon, Gu Hye-seon và Ji Jin-hee. Nó được phát sóng trên KBS2 vào thứ hai và thứ ba lúc 22:00 gồm 20 tập bắt đầu từ 16 tháng 2 năm 2015.

## Diễn viên

### Diễn viên chính
- Ahn Jae-hyun vai Park Ji-sang
  - Baek Seung Hwan vai Ji-sang lúc nhỏ
- Go Hye-seung vai Yoo Ri-ta/Yoo Chae-eun
  - Jung Chan-bi vai Chae-eun lúc nhỏ
- Ji Jin-hee vai Lee Jae-wook

### Vai phụ
- Jung Hae-in vai Joo Hyun-woo
- Luuvy vai Luuvy
- Ryu Soo-young vai Park Hyun-seo
- Park Joo-mi vai Han Sun-young
- Kim Kap-soo vai Yoo Seok-joo
- Son Sook vai Sylvia Ahn
- Park Tae-in vai Seo Hye-ri
- Kwon Hyun-sang vai Nam Chul-hoon
- Lee Ji Hoon vai J
- Son Soo-hyun vai Min Ga-yeon
- Kim Yu-seok vai Jung Ji-tae
- Jin Kyung vai Choi Kyung-in
- Jo Jae-yoon vai Woo Il-nam
- Jung Hye-seong vai Choi Soo-eun
- Jung Suk-yong vai Lee Ho-yong
- Gong Jung-hwan vai Gerard Kim
- Park Jun-myun vai Lee Young-joo

## Tỉ lệ người xem
| Tập #      | Ngày phát sóng      | Người xem trung bình | Người xem trung bình | Người xem trung bình | Người xem trung bình |
| Tập #      | Ngày phát sóng      | TNmS Ratings         | TNmS Ratings         | AGB Nielsen          | AGB Nielsen          |
| Tập #      | Ngày phát sóng      | Toàn quốc            | Vùng thủ đô Seoul    | Toàn quốc            | Vùng thủ đô Seoul    |
| ---------- | ------------------- | -------------------- | -------------------- | -------------------- | -------------------- |
| 1          | 16 tháng 2 năm 2015 | 5.3%                 | 6.0%                 | 5.2%                 | 6.0%                 |
| 2          | 17 tháng 2 năm 2015 | 4.9%                 | 5.3%                 | 4.7%                 | 5.1%                 |
| 3          | 23 tháng 2 năm 2015 | 6.1%                 | 6.3%                 | 6.0%                 | 6.2%                 |
| 4          | 24 tháng 2 năm 2015 | 5.8%                 | 5.9%                 | 5.5%                 | 5.6%                 |
| 5          | 2 tháng 3 năm 2015  | 4.6%                 | 4.5%                 | 4.1%                 | 4.0%                 |
| 6          | 3 tháng 3 năm 2015  | 5.5%                 | 5.5%                 | 5.4%                 | 5.4%                 |
| 7          | 9 tháng 3 năm 2015  | 4.4%                 | 5.2%                 | 4.4%                 | 5.2%                 |
| 8          | 10 tháng 3 năm 2015 | 4.4%                 | 4.7%                 | 4.5%                 | 4.8%                 |
| 9          | 16 tháng 3 năm 2015 | 4.6%                 | 4.6%                 | 4.3%                 | 4.3%                 |
| 10         | 17 tháng 3 năm 2015 | 5.1%                 | 4.9%                 | 5.6%                 | 5.4%                 |
| 11         | 23 tháng 3 năm 2015 | 4.4%                 | 3.7%                 | 3.8%                 | 3.1%                 |
| 12         | 24 tháng 3 năm 2015 | 4.9%                 | 4.0%                 | 4.5%                 | 3.6%                 |
| 13         | 30 tháng 3 năm 2015 | 4.8%                 | 4.9%                 | 4.2%                 | 4.3%                 |
| 14         | 31 tháng 3 năm 2015 | 5.6%                 | 6.4%                 | 5.3%                 | 5.0%                 |
| 15         | 6 tháng 4 năm 2015  | 5.3%                 | 5.5%                 | 4.4%                 | 4.6%                 |
| 16         | 7 tháng 4 năm 2015  | 5.3%                 | 5.5%                 | 5.0%                 | 5.2%                 |
| 17         | 13 tháng 4 năm 2015 | 5.3%                 | 5.4%                 | 3.8%                 | 3.9%                 |
| 18         | 14 tháng 4 năm 2015 | 5.3%                 | 5.0%                 | 4.4%                 | 4.1%                 |
| 19         | 20 tháng 4 năm 2015 | 6.4%                 | 6.5%                 | 4.7%                 | 4.8%                 |
| 20         | 21 tháng 4 năm 2015 | 5.4%                 | 5.5%                 | 5.0%                 | 5.1%                 |
| Trung bình | Trung bình          | 5.2%                 | 5.3%                 | 4.7%                 | 4.8%                 |

## Liên kết
- Blood trang chủ KBS (tiếng Hàn)
- Blood trên HanCinema